# Allistar Clarke
Allistar Clarke (ur. 3 marca 1990) – lekkoatleta z Saint Kitts i Nevis, sprinter.
W 2007 startował na mistrzostwach świata juniorów młodszych. Ósmy zawodnik igrzysk panamerykańskich w biegu rozstawnym (2007). W 2014 zdobył srebro w sztafecie 4 × 200 metrów podczas IAAF World Relays.

## Osiągnięcia
| Rok  | Impreza                               | Miejsce        | Konkurencja             | Lokata     | Wynik   |
| ---- | ------------------------------------- | -------------- | ----------------------- | ---------- | ------- |
| 2007 | Mistrzostwa świata juniorów młodszych | Ostrawa        | bieg na 100 metrów      | półfinał   | 10,77   |
| 2007 | Mistrzostwa świata juniorów młodszych | Ostrawa        | bieg na 200 metrów      | półfinał   | 21,78   |
| 2007 | Igrzyska panamerykańskie              | Rio de Janeiro | sztafeta 4 × 100 metrów | 8. miejsce | 40,20   |
| 2008 | Igrzyska Wspólnoty Narodów młodzieży  | Pune           | bieg na 100 metrów      | 5. miejsce | 10,63   |
| 2008 | Igrzyska Wspólnoty Narodów młodzieży  | Pune           | bieg na 200 metrów      | 8. miejsce | 88,27   |
| 2013 | Mistrzostwa świata                    | Moskwa         | sztafeta 4 × 100 metrów | eliminacje | 38,58   |
| 2014 | IAAF World Relays                     | Nassau         | sztafeta 4 × 200 metrów | 2. miejsce | 1:20,51 |
| 2014 | Igrzyska Ameryki Środkowej i Karaibów | Xalapa         | bieg na 100 metrów      | eliminacje | 10,60   |
| 2014 | Igrzyska Ameryki Środkowej i Karaibów | Xalapa         | sztafeta 4 × 100 metrów | 4. miejsce | 39,35   |
| 2015 | Igrzyska panamerykańskie              | Toronto        | sztafeta 4 × 100 metrów | eliminacje | 39,10   |
| 2015 | Mistrzostwa NACAC                     | San José       | bieg na 100 metrów      | półfinał   | 10,36w  |
| 2015 | Mistrzostwa NACAC                     | San José       | sztafeta 4 × 100 metrów | 6. miejsce | 39,20   |
| 2016 | Igrzyska olimpijskie                  | Rio de Janeiro | sztafeta 4 × 100 metrów | eliminacje | 39,81   |
| 2017 | IAAF World Relays                     | Nassau         | sztafeta 4 × 100 metrów | eliminacje | 39,81   |
| 2017 | IAAF World Relays                     | Nassau         | sztafeta 4 × 200 metrów | eliminacje | 1:24,89 |

## Rekordy życiowe
- Bieg na 60 metrów (hala) – 6,69 (2016)
- Bieg na 100 metrów – 10,27 (2015)
- Bieg na 200 metrów – 20,96 (2016)

24 maja 2014 wszedł w skład sztafety 4 × 200 metrów Saint Kitts i Nevis, która czasem 1:20,51 ustanowiła aktualny rekord kraju na tym dystansie.